# رابطة جراحة العظام البريطانية
رابطة جراحة العظام البريطانية (بالإنجليزية: British Orthopaedic Association)‏ هي رابطة مهنية في بريطانيا، تجمع في عضويتها الأطباء المتخصصين في جراحة العظام. أُسست سنة 1918، وكان من مؤسسيها هاري بلات، الذي صار رئيسًا لها عامي 1934 و1935.
بلغ عدد أعضاء الرابطة في سنة 2013 نحو أربعة آلاف عضو، يعمل معظمهم في المملكة المتحدة وأيرلندا.